# Campeonato Mundial de Atletismo de 2015 - 20 km marcha atlética masculina
A prova da marcha atlética masculina 20 km do Campeonato Mundial de Atletismo de 2015 foi disputada dia 23 de agosto nas ruas de Pequim.

## Recordes
Antes desta competição, os recordes mundiais e do campeonato nesta prova eram os seguintes:
| Tipo                  | Atleta          | Tempo   | Local | Data                 | Ref |
| --------------------- | --------------- | ------- | ----- | -------------------- | --- |
|                       | Yusuke Suzuki   | 1:16:36 | Nomi  | 15 de março de 2015  | ver |
| Recorde do campeonato | Jefferson Pérez | 1:17:21 | Paris | 23 de agosto de 2003 | ver |

## Medalhas
| Ouro                     | Prata           | Bronze                |
| Miguel Ángel López (ESP) | Wang Zhen (CHN) | Benjamin Thorne (CAN) |

## Cronograma
Todos os horários são locais (UTC+8).
| Data         | Hora  | Evento |
| ------------ | ----- | ------ |
| 23 de agosto | 08:30 | Final  |

## Resultado

### Final
A corrida teve início às 8:30. 
| Colocação         | Atleta                  | Nacionalidade | Tempo   | Notas |
| ----------------- | ----------------------- | ------------- | ------- | ----- |
| Medalha de ouro   | Miguel Ángel López      | Espanha       | 1:19:14 | PB    |
| Medalha de prata  | Wang Zhen               | China         | 1:19:29 |       |
| Medalha de bronze | Benjamin Thorne         | Canadá        | 1:19:57 | NR    |
| 4                 | Igor Glavan             | Ucrânia       | 1:20:29 | SB    |
| 5                 | Zelin Cai               | China         | 1:20:42 |       |
| 6                 | Caio Bonfim             | Brasil        | 1:20:44 | SB    |
| 7                 | Éider Arévalo           | Colômbia      | 1:21:12 |       |
| 8                 | Dane Bird-Smith         | Austrália     | 1:21:37 |       |
| 9                 | Chen Ding               | China         | 1:21:39 |       |
| 10                | Hyunsub Kim             | Coreia do Sul | 1:21:40 |       |
| 11                | Lebogang Shange         | África do Sul | 1:21:43 | NR    |
| 12                | Evan Dunfee             | Canadá        | 1:21:48 | SB    |
| 13                | Isamu Fujisawa          | Japão         | 1:21:51 |       |
| 14                | Iñaki Gomez             | Canadá        | 1:21:55 | SB    |
| 15                | Eder Sánchez            | México        | 1:21:56 | SB    |
| 16                | Álvaro Martín           | Espanha       | 1:22:04 |       |
| 17                | Quentin Rew             | Nova Zelândia | 1:22:18 | SB    |
| 18                | Hagen Pohle             | Alemanha      | 1:22:29 |       |
| 19                | Massimo Stano           | Itália        | 1:22:53 |       |
| 20                | Giorgio Rubino          | Itália        | 1:23:23 |       |
| 21                | Ruslan Dmytrenko        | Ucrânia       | 1:23:37 |       |
| 22                | José Leonardo Montaña   | Colômbia      | 1:23:53 |       |
| 23                | Dzianis Simanovich      | Bielorrússia  | 1:23:54 |       |
| 24                | Tom Bosworth            | Grã-Bretanha  | 1:23:58 |       |
| 25                | Alexandros Papamichaíl  | Grécia        | 1:24:11 |       |
| 26                | Jared Tallent           | Austrália     | 1:24:19 |       |
| 27                | Federico Tontodonati    | Itália        | 1:24:33 |       |
| 28                | Horacio Nava            | México        | 1:24:40 | SB    |
| 29                | Diego García Carrera    | Espanha       | 1:24:52 |       |
| 30                | Georgiy Sheiko          | Cazaquistão   | 1:24:58 |       |
| 31                | Julio César Salazar     | México        | 1:24:58 |       |
| 32                | Chris Erickson          | Austrália     | 1:25:15 |       |
| 33                | Kevin Campion           | França        | 1:25:16 |       |
| 34                | Nils Brembach           | Alemanha      | 1:25:21 |       |
| 35                | Gurmeet Singh           | Índia         | 1:25:22 |       |
| 36                | João Vieira             | Portugal      | 1:25:49 |       |
| 37                | Mauricio Arteaga        | Equador       | 1:25:50 |       |
| 38                | Christopher Linke       | Alemanha      | 1:26:10 |       |
| 39                | Ivan Losev              | Ucrânia       | 1:26:32 |       |
| 40                | Anatole Ibañez          | Suécia        | 1:26:34 |       |
| 41                | Chandan Singh           | Índia         | 1:26:40 |       |
| 42                | Juan Manuel Cano        | Argentina     | 1:27:10 |       |
| 43                | Marco Antonio Rodríguez | Bolívia       | 1:27:15 |       |
| 44                | Anton Kucmin            | Eslováquia    | 1:27:46 |       |
| 45                | Byeong Kwang Choe       | Coreia do Sul | 1:28:01 |       |
| 46                | Richard Vargas          | Venezuela     | 1:28:18 |       |
| 47                | Eiki Takahashi          | Japão         | 1:28:30 |       |
| 48                | José María Raymundo     | Guatemala     | 1:29:01 |       |
| 49                | Yerko Araya             | Chile         | 1:29:12 |       |
| 50                | Kenny Martín Pérez      | Colômbia      | 1:29:31 |       |
|                   | Andrés Chocho           | Equador       | DQ      |       |
|                   | Alex Wright             | Irlanda       | DQ      |       |
|                   | Youngjun Byun           | Coreia do Sul | DQ      |       |
|                   | Marius Šavelskis        | Lituânia      | DQ      |       |
|                   | Aliaksandr Liakhovich   | Bielorrússia  | DQ      |       |
|                   | Pavel Chihuan           | Peru          | DNF     |       |
|                   | Sérgio Vieira           | Portugal      | DNF     |       |
|                   | Erik Tysse              | Noruega       | DNF     |       |
|                   | Perseus Karlström       | Suécia        | DNF     |       |
|                   | Yusuke Suzuki           | Japão         | DNF     |       |
|                   | Baljinder Singh         | Índia         | DNF     |       |

Legenda
| Recorde mundial       | Recorde mundial (World record)               |                       | Recorde africano                      | Recorde africano (African) |                                           | Q | Classificado por posição (Qualified) |
| Recorde do campeonato | Recorde do campeonato (Championship record)  | Recorde da América    | Recorde da América (Americas)         | q                          | Classificado por melhor tempo (Qualified) |   |                                      |
| Melhor marca do ano   | Melhor marca do ano (World leading)          | Recorde asiático      | Recorde asiático (Asian)              | DNS                        | Não largou (Did not start)                |   |                                      |
| Recorde nacional      | Recorde nacional (National record)           | Recorde europeu       | Recorde europeu (European)            | DNF                        | Não terminou (Did not finish)             |   |                                      |
| Recorde pessoal       | Recorde pessoal do atleta (Personal best)    | Recorde da Oceania    | Recorde da Oceania (Oceania)          | DSQ / DQ                   | Desclassificado (Disqualified)            |   |                                      |
| Recorde da temporada  | Recorde da temporada do atleta (Season best) | Recorde sul-americano | Recorde sul-americano (South America) | NM                         | Sem marca (No mark)                       |   |                                      |